# チューリップ (バンド)
チューリップ (TULIP) は、日本のバンド。1968年に前身のザ・フォーシンガーズとして結成。1989年に解散するが、1997年に再結成。
ビートルズに影響を受けたメロディ・ラインやコーラスにより洋楽ファンからの支持を集めた。
メンバー全員が作詞・作曲・ボーカルおよびコーラスを担当していることも特徴で、このスタイルは伝統的に続いている。

## メンバー
アマチュア期〈ザ・フォーシンガーズ〉(1968-1969)
田中孝二（リーダー）、財津和夫、吉田彰、末広信幸

アマチュア期 (1970-1971)
財津和夫、吉田彰、末広信幸、宗田慎二

第一期 (1972-1979)
財津和夫、吉田彰、安部俊幸、上田雅利、姫野達也、宮城伸一郎（サポートメンバー。1979年9月-）

第二期 (1980-1985)
財津和夫、安部俊幸、姫野達也、宮城伸一郎、伊藤薫

第三期 (1985-1989)
財津和夫、宮城伸一郎、松本淳（1985年3月-1987年7月）、丹野義昭（1985年9月-）、高橋裕幸（1987年4月-）、鈴川真樹（サポートメンバー。1985年9月-1986年7月）、松本光雄（サポートメンバー。1985年9月-1986年1月）、菊地圭介（サポートメンバー。1985年9月-1986年1月）、北原拓（サポートメンバー。1987年-1989年）、小林涼（サポートメンバー。1987年-1988年）、上野義雄（サポートメンバー。1987年-1988年）

解散ツアー時 (1989.3-1989.7)
財津和夫、宮城伸一郎、丹野義昭、高橋裕幸、安部俊幸（ゲスト）、姫野達也（ゲスト）、大久保敦夫（サポートメンバー）

再結成 (1997-2013)
財津和夫、安部俊幸、上田雅利、姫野達也、宮城伸一郎

再結成 (2016-)
財津和夫、上田雅利、姫野達也、宮城伸一郎、尾上サトシ（サポートメンバー）、小泉信彦（サポートメンバー）、田中徹（サポートメンバー）

## 経歴

### 結成、デビュー
1968年12月、田中孝二をリーダーとし、西南学院大学在学中に 福岡市で結成されたザ・フォーシンガーズに、財津和夫が吉田彰、末広信幸と共に参加。このメンバーにて第3回全日本ライト・ミュージック・コンテスト（フォーク部門）に出場し、九州代表としてグランプリに進出する。この時の第一位は「竹田の子守唄」の赤い鳥（関西・四国地区代表）、第2位は小田和正在籍のジ・オフ？コース（東北地区代表）で、実況録音（1969年11月2日、東京厚生年金会館）がTBSラジオによって録音され、日本グラモフォンよりLPとして発売された（3rd ALL JAPAN LIGHT MUSIC CONTEST GRAND PRIX / FOLK POLYDOR MR-1059　1970.3.1発売）。ここに収録されている「金比羅舟々」が、公式盤としての最古の音源となる。なお、このMR-1059 のライナーには「このグランプリをもってグループは解散」と記されている。
1970年にザ・フォーシンガーズは解散、財津は吉田・末広に宗田慎二を加えて正式に「チューリップ」を結成した（財津は1995年にNHKの企画でこの時期のメンバー数人と再会し、当時の曲「柱時計が10時半」を共に演奏している）。1971年に九州朝日放送で録音した「柱時計が10時半」など4曲を入れたEPを2000枚発売。同年上京して東芝音楽工業の新田和長がディレクターとなり、「私の小さな人生」を発売するも、直後に宗田と末広は脱退して福岡に戻る。財津らは一度福岡に戻ったのち、他バンドからメンバーを引き抜くが、海援隊から上田雅利を引き抜いたのを最後に、5人のメンバー（財津（ボーカル、ギター、キーボード）、姫野達也（ボーカル、ギター、キーボード）、安部俊幸（ギター。安部を引き抜きにきた現場で「私の小さな人生」が書き下ろされたことを、後に安部自身が述べている）、上田（ドラムス）、吉田（ベース））で本格的に活動を開始する。
翌1972年に改めて上京。当時の所属事務所シンコー・ミュージック初の専属アーティストとして東芝音楽工業（後の東芝EMI→EMIミュージック・ジャパン、現：ユニバーサルミュージック）から「魔法の黄色い靴」でメジャー・デビュー。翌1973年に出した3枚目のシングル「心の旅」が5か月かけてレコード売上1位を記録し、一躍有名となる。その後も「青春の影」（1974年）、「サボテンの花」（1975年）、「虹とスニーカーの頃」（1979年）など数々の作品を輩出。その名を不動のものとする。第1期の特徴は「風のメロディ」（1976年）など財津と姫野のツインボーカル楽曲を用意していた点である。この他に、姫野と安部のツインボーカル楽曲もシングルB面やアルバムで取り上げられていた。1978年には財津がソロ・デビューし、チューリップのライブで財津のソロナンバーが披露されるようになった。

### 第二期、第三期、そして一旦解散
1979年のアルバム『Someday Somewhere』を以て、上田・吉田が脱退。上田は新たに自分のバンドTonyを結成し、吉田は音楽界から身を引いて珈琲店経営に専念する。同アルバムを以て安部はボーカルを取らなくなり、作曲と演奏に専念する。
財津は新たに宮城伸一郎 (b)、伊藤薫 (ds) を迎え、チューリップ第2期に入る。第1期のブリティッシュビートを基調とした楽曲から転換し、シンセサイザー、デジタル機器を多用して宇宙、平和、環境問題などをテーマにしたポップで壮大なサウンドを構築するが、1970年代とは一転してセールスは低迷する。1982年に通算で1000回目のライブを達成。
1984年、東芝EMIプロデューサーの新田が独立して設立したファンハウスへ移籍。しかし、1985年夏に姫野・安部・伊藤がシングル「アイ・アイ・アイ」のリリースを最後に脱退（正式な発表は翌1986年）、オールウェイズを結成した。これにより、オリジナルメンバーは財津を残すだけとなった。現在に至るまで、脱退の経緯について財津は「わだかまりがあった」とのみ語り、他のメンバーも多くを語っていないため不明な点が多いが、姫野は「財津の変化していく音楽性が自分の音楽の志向とかけ離れてしまったから」と発言し、2023年8月31日に放送された『NHK MUSIC SPECIAL ～TULIP 50周年記念ツアー 50年の軌跡～』の中で財津が「未来永劫へ続くようなそういうバンドにしていかなきゃいけないっていう、そんな脅迫が生まれてきてバンドは分裂したような形になったし、それを受け入れていくしかないとは思ってましたけれどちょっとつらかった」と初めて語った。窮地に陥った財津は、残ったメンバー宮城、新メンバーの松本淳 (ds) と共に、数人のサポートメンバーや、財津自身の多重録音などにより、アルバム『I Like Party』を完成させた（財津はこれを2.5期と呼んでいる）。一方、3人の脱退は当初は明らかにされず、同年夏に丹野義昭 (kb) を加えた新メンバーでの同名ツアーの開始直前に、一部のメディアのみに公表されたため、ファンの反発を招くこととなった。
その後、チューリップは第3期に入る。1986年、日本コロムビアのトライアドへ移籍。翌1987年4月に高橋裕幸 (kb) が加入するが、7月に松本が渡辺美里のサポートメンバーに専念するため脱退。ギタリスト及び1987年7月以降はドラマーも不在になり、サポートメンバー数人を加えたが、キーボードと打ち込み主体の1980年代的なシティ・ポップへサウンドは大きく変化した。結局主要メンバーが抜けた穴は回復できずセールスは低迷し、姫野がボーカルを取っていた曲をライブで封印したこともあり、かつて全国で展開していたライブの回数も激減した。
1988年、アルバム『そんなとき女を好きになる』で上田が8年ぶりにサポートとして1曲のみ参加。しかし、状況は変わらず、財津はついにバンドの解散を決断する。
1989年、当時のラスト・アルバム『Well』をリリース。クレジットに安部・姫野への謝辞があり、二人が何らかの形で参加したとされる。二人が参加した同名全国ツアー（計26回、ライブアルバムも発売）を開始。そして、7月8日、全国ツアーの最終日。中野サンプラザでラストライブを開催し一旦解散。財津は本格的なソロ活動に突入する。

### 再結成
1989年の一旦解散以降、財津は最早チューリップの再結成は不可能だと考えていたが、1995年にビートルズが「フリー・アズ・ア・バード」をリリースしたことに触発された姫野が声をかけたことで、再結成を決断した。
1997年、レコード会社をビクターエンタテインメントに移籍。吉田を除くオリジナルメンバー4人（財津・姫野・安部・上田）及び2期からのメンバー宮城の5人で再結成。以降、積極的なライブ活動を展開、往年のファンを動員する。以後10年の間に4度の再結成を行う。ライブで演奏する曲目は、新曲の他は初期・第2期の『New Tune』まで。今回の再結成でほぼオリジナルメンバーに戻ったため第2期の末期（『I Like Party』以降）及び第3期は事実上封印されている。この件について財津は、ファンは「バンドのピークの頃の曲以外は興味がないと思う」と語っている。
1999年、財津が1989年の解散ツアーの京都公演にて口にしていた「1999年9月9日午前9時9分9秒に金閣寺で会おう」という約束を果たすため、当時インドに居住していた安部を除くチューリップのメンバーが金閣寺に集結した。また、BSにて財津が司会を務めていた番組にバンドとして出演し、ビートルズのカバーを含む数曲を演奏した。
2000年、再々結成。「2001年 心の旅」と題したツアーを翌年にかけて行う。
2002年、30周年記念として新曲を発売し、「You are in the world」と題したツアーを翌年にかけて行う。
2005年、新曲の発表と「hope」と題したツアーを行う。ツアー中の11月、高橋ひろとして活動していた元メンバーの高橋が死去。
2006年、デビュー35周年記念ベスト・アルバムを2作同時発売。
2007年、全国ツアー日程発表と同時に、「再結成は今回で最後」と足掛け35年に及ぶバンド活動に再び幕を下ろすとアナウンスされた。5月30日に18年ぶりのオリジナル・アルバム『run』発売。「紅白でバンド活動に終止符を」と第58回NHK紅白歌合戦でファイナルとなることが示唆されていたが、出場を辞退した。
2008年の第59回NHK紅白歌合戦のオープニング曲に財津作詞・作曲の「切手のないおくりもの」が採用された。
2011年3月6日、九州新幹線全線開通を記念したライブイベント「ひとつの九州」に参加し、一夜限りの再結成が実現した。
2012年、メジャー・デビュー40周年を記念したベスト盤発表とコンサートツアーを実施。
2014年、安部が死去。
2016年9月より、デビュー45周年を記念した全国ツアー「TULIP 45th Memorial Tour "it remembers"」を実施。安部の死去に加え、これまでライブでは再現できなかったレコードの音源を再現すべく、サポート・メンバー3人が帯同している。ツアーは財津の病気により一時中断したが、2018年に「TULIP concert tour 2018 ”is There”」として再開され、2019年7月に無事終了。
デビュー50周年となる2021年のライブについて、財津は「元気だったらやりたいが、年齢的な問題があるので断言はできない。客席がそれを受け入れてくれるなら目指したい」と休養中の2017年に語っていた。結局、コロナ禍を経てメジャー・デビュー50周年となる2022年に姫野・宮城・上田、サポート・メンバーらと共にライブを行うことになった。2022年4月に開始された「チューリップ50周年記念ツアー～the TULIP～」では、1997年の再結成時と同様、第2期までの楽曲を中心に演奏されている（再結成後の曲は取り上げられていない）。同ツアーでの財津に密着するドキュメンタリー「僕の“最後の歌”を届けたい～財津和夫 TULIP ラストツアー～」がNHK総合で2022年9月19日に放送された。なお、財津は2023年に新曲の制作については否定的な見解を述べている。
2024年2月16日、初代ベーシストの吉田彰が死去。

## メンバーとの出会いと別れ、再会のエピソード
アマチュア期 (1968-1971) －　財津和夫、田中孝二、吉田彰、末広信幸、宗田慎二 
財津は、音楽の道を直走りに走っていた時代のメンバーと同窓会紀行 『それぞれの歌の別れ ～財津和夫と仲間たち～』（1994.12.30 NHK総合）という番組で再会を果たし、財津の過去の仲間への思いとわだかまり、そして過去の仲間が当時の心情と財津への思いを腹を割り同番組で語り合っていた。アマチュア期とのメンバーで最初に出した「私の小さな人生」というレコードが出てから25年が経ち、財津は昔の仲間の本当の気持ちが知りたくなりこの番組に出演することになった。そして、故郷の福岡に帰郷し、再会を果たす。
財津は、高校時代からの親友である吉田と共にミュージシャンを目指していた。プロのミュージシャンを目指していた西南学院大学時代、キャンパス内のチャペルで末広に出会う。美声を発する末広を見て財津は、すぐにスカウトをした。うまい演奏者を見つけるとすぐ自分のバンドに引き入れる財津は「バンド潰しの財津」と呼ばれていた。末広は脱退後、音楽の世界と別れ15年間のサラリーマン生活、その後電器店を経営、1989年から新聞販売店に切り替えているという。宗田も財津に才能を買われ、他のバンドを脱退してチューリップに加入した仲間であった。宗田は、現在福岡市内で録音スタジオを経営している。当時、宗田にはプロへの意志はなく普通に就職する事を希望していた。しかし、4人は地元でたちまち人気になり、TV番組やライブハウスの活動、ラジオ番組などが増えていった。多忙な日々を過ごし4年生になるころには、ファンクラブが結成された。大学4年の冬、東京のレコード会社から声がかかり、プロデビューを目前としていた。しかし、財津の野心とは裏腹に宗田も末広も心が揺らいでいた。東京でのレコーディングを終え地元に戻ってきた後、宗田・末広から脱退連絡を受ける。末広は財津に「もう財津の敷いた線路の上には歩けないんだ」と伝える。財津も番組で当時を振り返り「うすうすは、そうなる（脱退する）のかなと感じていた。」と語った。
そして25年後、財津は宗田と末広を当時一緒に活動をしていたライブハウス「照和」へ呼び出し、そこで久々の3人だけのライブを行い、アマチュア時代の代表曲「柱時計は10時半」を披露。これをきっかけに財津は、宗田と末広の今も残る音楽への熱い気持ちを感じ取っていた。ライブ後に財津は、なぜ当時二人がチューリップを離れたかを聞き出す。財津はプロへの野心が強かったあまり、他人の気持ちを推し量ることができなく二人を傷つけていたことに気がつく。当時のエピソードとして宗田が語ったのは「財津が他のバンドを辞めさせ引き抜きしたメンバーが、思いのほか下手クソであり、以後そのメンバーと鉢合わせしないよう警戒したり、練習場所を教えない等、財津の無責任で傍若無人な行為の徒党を組まされたこと」であった。宗田と末広の辞めた理由の中に「財津の敷いた線路の上には歩けない」もひとつだったが、「そんな思い上がった人間（財津）と付き合いたくない」気持ちもあったという。けれども二人の中には「財津には自分たち無しでもやっていける才能がある」と当時から高く評価していたこともカミングアウトした。そして、自分たちにとって財津のことが多少脱退する理由にも入っていたが、一番の理由は、プロでやっていく実力が財津ほどなく、将来への不安があったことを告げた。しかし財津は、二人に対して「当時自分は生意気にもこれが私の考える最強メンバーだと思っていたのね。それで無しってなった時、手足をもぎ取られた感覚になったよ」と初めて思いを伝えた。腹を割って話をした後、わだかまりも解け、その後3人は初めて一緒にレコーディングした曲「私の小さな人生」を宗田のスタジオで鑑賞し、男の友情を確かめ合った。財津は、この話し合いをきっかけに「自分の中にあった嫌な部分がやっぱり振り返ってみてはっきりでてきたなと、すごく反省させられました。」とコメントした。

## ライブ喫茶「照和」
チューリップをはじめ井上陽水、海援隊、甲斐バンドなど九州、特に福岡出身の多くのアーティストが出演していたことから“伝説の照和”と称されるライブ・ステージを備えた喫茶店で福岡県中央区天神二丁目に所在する。
当時フォークソングがブームになりつつあったことから生演奏をやった方が人が集まると考えたマネージャーの進言によりライブ喫茶となるが、もともとオーナーはレストランにするつもりであった。“喫茶”なのは当時のフォーク・ブームの中心が高校・大学生であると考えたマネージャーの判断による。
チューリップが出演するようになったのはアマチュア期チューリップ（財津・吉田・宗田・末広）から。チューリップ加入前、姫野は「ライラック」、安部は「ハーズメン」として照和に出演していた。第二期チューリップのドラマーである伊藤薫も「リンドン」在籍時に照和に出演したことがある。
その後メンバー2名が脱退すると財津和夫は他のグループから引き抜くような形でメンバーを集め、第一期メンバー（財津・吉田・安部・姫野・上田）を揃えるが、練習場所がなかったため照和を練習場所として使えるように交渉し、営業終了後の店内を使って深夜から朝まで猛練習を行った。安部は著書『ティータイム・トーキング』の中で、照和の待遇の悪さ（出演料の安さや食事の粗末さ）から「チューリップが照和出身といわれることは不本意である」旨を書いている。
2002年7月7日、デビュー30周年を記念して照和で定員限定30名のライブが行われた。チケットは入札式で高額入札者上位30名が入場でき、収益はチャリティに寄付されるというものだった。最終的に1050万円以上の入場料を集め福岡市に寄付された。
2002年に財津出演の保険会社のCM、2006年にチューリップ出演のキリンビールのCM、シングル「青春の影vs心の旅 〜2006 Anniversary Mix〜」の裏ジャケット写真が照和で撮影されている。

## コンサート
チューリップの特徴として特に注目されるのはライブ活動である。『心の旅』がヒットして以降、70年代は北海道から沖縄県まで、一年で最大50回以上のライブをこなしていた。1982年に通算1000回の記念ライブを行う（下記）。
第2期末期に安部ら3人が脱退して以降、人気が低迷したこともあり、第3期末期の1988年には8回にまで激減した。実際、第3期のライブはNHK-FMで放送されただけで、ライブ・アルバムも発表されていないが、解散発表後の「ファイナル・ツアー"Well"」は北海道から九州まで合計26回行われ、ライブ盤「TULIP FINAL TOUR Well」も制作された。再結成後はかつてほどではないが全国を巡回している。
第二期までと解散コンサート、再結成後のコンサートを含めて10作のライブ・アルバムを発表している（8枚はCD化されている）。その他、保存されていた第一期から第三期までのライブ録音が財津の公式サイトから入手できる。その他、2008年に完全限定盤のボックス・セット「LIVE ACT TULIP 1973-1979」が発売され、「LIVE!! ACT TULIP」の完全版、1979年の吉田・上田が参加した最後のライブ（12月25日、宮城がサポートとして参加）などが収録された。
2016年、クリプトンがライブ・アルバム3枚（「LIVE!! ACT TULIP」、「LIVE!! ACT TULIP Vol.2」、「LIVE!! ACT TULIP Vol.3 鈴蘭&田園ライブ!!」）をデジタルリマスターを施しハイレゾにて配信した。

### 野外コンサート
チューリップは4回の大規模な野外コンサートを行っている。
ライブ・アクト・チューリップ・イン・鈴蘭
初の野外コンサートは、1978年（昭和53年）7月26日岐阜県御嶽鈴蘭高原スキー場で行われた。テーマは、「YOU'LL FIND ANOTHER SPACE!」。交通の不便なところではあったが、全国からバス・ツアーを中心に約8000人が集まった（動員数はファイナル・コンサート・ツアーパンフレットより、以下同様）。ベンチャーズで有名な「TELSTAR」をオープニングにビートルズやウイングス、オールディーズのカバーを含む中期チューリップの集大成となる40曲余りが演奏された。ハイライトは、財津のソロアルバム『宇宙塵』から「光の輪」であった。同曲は、後の野外コンサートでもハイライトに演奏されている。アンコールではPAのトラブルから音が出なくなるアクシデントもあったが、観客が一緒になって歌いコンサートを盛り上げた。当日の前座を務めたのは、当時アレキサンダー・ラグタイム・バンドと名乗っていた頃のARBで、ベース担当は第2期メンバーとして後に加入する宮城だった。コンサートの模様は、2ヵ月半後大田区の田園コロシアムで行われたコンサートとともに、『LIVE!! ACT TULIP Vol.3 鈴蘭&田園ライブ!!』としてライブ・アルバム・リリースのほか、フィルムも撮影され後にビデオグラムでリリースされたが、アルバムは大半が田園コロシアムのライブ音源で、鈴蘭でのライヴはわずか（2枚組LPの1面のみ）である。

ライブ・アクト・チューリップ・イン・鈴蘭2
2度目は、2年後の1980年（昭和55年）7月26日で、今回も鈴蘭高原で行われた。テーマは「LOOKING FOR EUPHORIA」で、15000人を動員した。チューリップは同年初めにメンバー・チェンジを行っており、新編成での初の本格的なコンサートであった。しかし当日は豪雨に見舞われ、場所が高地かつ気温が低い上に、夜間の開演も重なり、観客は寒さに耐えなければならず、楽器類も水をかぶり、まともに音がでないコンディションの中で行われた。
オープニングは、後にチューリップ・コンサートの定番となる「Shooting Star」で、この日のため用意された楽曲だった。雨のため、演奏曲目・演出を大幅に変更せざるを得なかったものの30曲近く演奏された。『LIVE!! ACT TULIP Vol.2』としてコンパクトカセットが一般発売され1993年に一度だけCD化された。前回同様にフィルムも撮影され、ビデオグラムもリリースされた。

ライブ・アクト・チューリップ・ザ・1000TH
コンサート1,000回目を記念する3度目は、1982年（昭和57年）8月14日よみうりランドサッカー場に21000人を動員して行われた。よみうりランドは、ある方向から見ると靴の形に見えることから、デビュー曲「魔法の黄色い靴」にちなんでよみうりランド全体を「チューリップ・ランド」と称し、昼は遊園地・夜はコンサートを楽しむ趣向で、当日の園内は1000回を記念した飾り付け・ファン向けのイベントが行われた。
ステージは、巨大なテントが張られていた。「The Love Map Shop」をオープニングに、30曲近く演奏された。花火・爆竹の演出は、過去2回の経験を踏まえ、過去最高のものであった。特にクレーンで吊るされた巨大ミラーボールが一面に光を放つシーンは圧巻であった。
このコンサートも『TULIP LIVE The 1000th』としてライブ・アルバムがリリース。同時にフィルム撮影もされていたが、当時上映会が行われて以降、長い間、所在不明の「幻の映像」となっていたが2006年にフィルムが発見され、2007年にボックス・セットの一枚としてDVD化され発売された。

チューリップ・ランド・イン・芦ノ湖 8.11パゴダ
最後の野外コンサートは、1984年（昭和59年）8月11日に芦ノ湖畔箱根ピクニックガーデンで行われた。テーマは「人間以上の日」で、25000人を動員した。実際に、芦ノ湖畔に20数メートルの高さのパゴダ（仏塔）が建造された。そのパゴダに象徴されるように、野外コンサートらしい演出は控えめで「人間以上の日」というテーマを重視したと思える演出であった。鐘が鳴り渡り「THE 10TH ODYSSEY」で始まったコンサートは、第二期チューリップの代表曲を中心にした30曲近くが演奏された。過去3回の野外コンサートで撮影されたフィルムがほとんどドキュメンタリー的な内容だったのに対し、このコンサートでは初めて本格的なライブ・ビデオとして撮影され、また民放でテレビ放送も行われた。アンコールでは久々に「心の旅」が演奏されたが、自らをパロディ化するような派手なラメの入った衣装での演奏であった。この時の映像は現在も時々CMに使われることがあり、このシーンだけを見た人に誤解を与えかねない映像となっている。
『8.11 PAGODA』としてライブ・アルバムもリリースされたが、未だCD化されておらず、チューリップ全アルバムで未CD化2作のうちの1作である（もう1組は、安部ら主要メンバー3人脱退直後、1985年10月に開催された渋谷公会堂でのライブ「I Like Party」音源を収録した『コンサートはチューリップ』）。

### 初の日本武道館公演
グループは当初、「尊敬するビートルズが行った会場では、（憧れが強すぎて）コンサートをしたくない。」という意向で「日本武道館では、コンサートは行わない。」ことを明言していたが、1997年に再結成した際、10月2日・3日に「Magical History Tour」と銘打ち、グループとして初の武道館公演を行った。

### ファイナル・ツアー
Live Act Tulip 2007〜2008 〜run〜
35年間の全国コンサート・ツアー活動に終止符を打つために行われた。当初2007年12月の福岡公演が最終公演であったが、好評につきツアーを延長。2008年2月の大阪公演を持ってツアーは終了した。

### メモリアル・ツアー
TULIP “THE LIVE” 40th memorial tour
一旦は終了と銘打たれたバンド活動であったが、2012年から2013年にかけ、40周年を記念して全国ツアーが開催された。

TULIP 45th Memorial Tour "it remembers"
デビュー45周年に当たる2016年9月から全国ツアーを開催。このツアーは2014年に亡くなった安部俊幸への追悼の想いをこめたものであった。しかし、2017年5月の公演を最後に、財津の体調不良を理由に、残り4公演をキャンセル。財津は一時療養に専念する。

TULIP concert tour 2018 ”is There”
財津の復帰により、2018年9月より全国ツアーを再開。2019年7月7日（安部の命日）に福岡にてツアーファイナルを迎える。

## ディスコグラフィ

### シングル
| No.                          | 発売日         | タイトル                                                        | 規格       | 規格品番   |
| 自主制作盤                   | 自主制作盤     | 自主制作盤                                                      | 自主制作盤 | 自主制作盤 |
| ---------------------------- | -------------- | --------------------------------------------------------------- | ---------- | ---------- |
|                              | 1971年2月      | 柱時計が10時半                                                  | EP         | -          |
| 東芝EMI / Express            |                |                                                                 |            |            |
| 1st                          | 1971年7月5日   | 私の小さな人生                                                  | EP         | LTP-2478   |
| 2nd                          | 1972年6月5日   | 魔法の黄色い靴                                                  | EP         | ETP-2671   |
| 3rd                          | 1972年9月20日  | 一人の部屋                                                      | EP         | ETP-2731   |
| 4th                          | 1973年4月20日  | 心の旅                                                          | EP         | ETP-2831   |
| 5th                          | 1973年10月5日  | 夏色のおもいで                                                  | EP         | ETP-2906   |
| 6th                          | 1974年1月20日  | 銀の指環                                                        | EP         | ETP-2969   |
| 7th                          | 1974年6月5日   | 青春の影                                                        | EP         | ETP-20022  |
| 8th                          | 1974年10月5日  | ぼくがつくった愛のうた〜いとしのEmily〜                         | EP         | ETP-20058  |
| 9th                          | 1975年2月5日   | サボテンの花                                                    | EP         | ETP-20097  |
| 10th                         | 1975年7月20日  | 悲しきレイン・トレイン                                          | EP         | ETP-20155  |
| 11th                         | 1976年4月20日  | 娘が嫁ぐ朝                                                      | EP         | ETP-20253  |
| 12th                         | 1976年9月5日   | 風のメロディ                                                    | EP         | ETP-10052  |
| 13th                         | 1977年6月5日   | ブルー・スカイ                                                  | EP         | ETP-10213  |
| 14th                         | 1977年11月20日 | WELCOME TO MY HOUSE                                             | EP         | ETP-10344  |
| 15th                         | 1978年6月20日  | 夕陽を追いかけて                                                | EP         | ETP-10429  |
| 16th                         | 1978年10月20日 | 約束                                                            | EP         | ETP-10504  |
| 17th                         | 1979年7月5日   | 虹とスニーカーの頃                                              | EP         | ETP-10570  |
| 18th                         | 1980年7月21日  | I am the Editor（この映画のラストシーンは、ぼくにはつくれない） | EP         | ETP-17028  |
| 19th                         | 1981年3月5日   | さよなら道化者                                                  | EP         | ETP-17134  |
| 20th                         | 1981年10月1日  | ふたりがつくった風景                                            | EP         | ETP-17193  |
| 21st                         | 1982年4月1日   | We Can Fly                                                      | EP         | ETP-17302  |
| 22nd                         | 1983年3月1日   | 星空の伝言                                                      | EP         | ETP-17455  |
| 23rd                         | 1983年7月1日   | 夏の夜の海                                                      | EP         | ETP-17507  |
| 24th                         | 1983年12月21日 | たったひとりのオーディエンス                                    | EP         | ETP-17565  |
| 25th                         | 1984年3月21日  | 愛の迷路                                                        | EP         | ETP-17601  |
|                              | 1988年11月26日 | 心の旅                                                          | 8cmCD      | XT10-2245  |
|                              | 1993年3月24日  | 魔法の黄色い靴                                                  | 8cmCD      | TODT-2994  |
|                              | 1993年5月7日   | サボテンの花(チューリップ・オリジナルバージョン)                | 8cmCD      | TODT-3028  |
|                              | 1997年4月28日  | サボテンの花                                                    | 8cmCD      | TODT-3978  |
| ファンハウス                 |                |                                                                 |            |            |
| 26th                         | 1984年6月30日  | it WAS love                                                     | EP         | 07FA-1006  |
| 27th                         | 1985年1月19日  | もっと幸せに素直になれたら                                      | EP         | 07FA-1022  |
| 28th                         | 1985年6月29日  | アイ・アイ・アイ                                                | EP         | 07FA-1043  |
| 29th                         | 1985年10月19日 | 涙のパーティー                                                  | EP         | 07FA-1060  |
| 30th                         | 1986年3月31日  | くちづけのネックレス                                            | EP         | 07FA-1066  |
| 31st                         | 1986年5月22日  | 愛の風                                                          | EP         | 07FA-1075  |
| 日本コロムビア               |                |                                                                 |            |            |
| 32nd                         | 1987年5月1日   | モーニング・スコール                                            | EP         | AH-824     |
| 33rd                         | 1987年9月1日   | 抱きあって                                                      | EP         | AH-858     |
| 33rd                         | 1987年9月1日   | 抱きあって                                                      | 8cmCD      | 15CA-5004  |
| 34th                         | 1988年4月1日   | 真っ赤な花と水平線                                              | EP         | AH-921     |
| 34th                         | 1988年4月1日   | 真っ赤な花と水平線                                              | 8cmCD      | 10CA-8015  |
| 35th                         | 1989年2月21日  | ストロベリー・スマイル                                          | EP         | AH-5013    |
| 35th                         | 1989年2月21日  | ストロベリー・スマイル                                          | 8cmCD      | 10CA-8150  |
| ビクター・エンタテインメント |                |                                                                 |            |            |
| 36th                         | 1997年4月9日   | サボテンの花                                                    | 8cmCD      | VIDL-40006 |
| 37th                         | 1997年4月23日  | We believe in Magic                                             | 8cmCD      | VIDL-30001 |
| 38th                         | 1997年7月2日   | シェア                                                          | 8cmCD      | VIDL-30040 |
| 39th                         | 1997年12月17日 | この愛は忘れていいよ                                            | 8cmCD      | VIDL-30166 |
| 40th                         | 2002年6月5日   | あなたのいる世界                                                | CD         | VICL-35386 |
| 41st                         | 2005年5月21日  | hope                                                            | CD         | VICL-35813 |
| 42nd                         | 2006年10月25日 | 青春の影vs心の旅 〜2006 Anniversary Mix〜                       | CD         | VICL-36171 |

※ 1990年には吉田栄作が『心の旅』を、2002年にはソウル・フラワー・ユニオンが『アイ・ラヴ・ユー』を、2011年には中川敬が『しっぽの丸い小犬』をカバーした。チューリップの楽曲は様々なドラマ挿入曲（「ひとつ屋根の下」の『サボテンの花』など）やCMソング（「グリコポッキー」の『ぼくがつくった愛のうた〜いとしのEmily〜』、関西電力「企業広告 阪神・淡路大震災から10年」の『青春の影』など）に採用されている。あまり知られていないがデビュー当時、コーリン鉛筆のシャープペンシル「jib」のCMソングも手がけた。

### アルバム

#### オリジナル・アルバム
| No.  | 発売日         | タイトル                 |
| ---- | -------------- | ------------------------ |
| 1st  | 1972年6月5日   | 魔法の黄色い靴           |
| 2nd  | 1972年12月20日 | 君のために生れかわろう   |
| 3rd  | 1974年4月5日   | TAKE OFF(離陸)           |
| 4th  | 1974年10月5日  | ぼくがつくった愛のうた   |
| 5th  | 1975年4月5日   | 無限軌道                 |
| 6th  | 1975年12月1日  | 日本                     |
| 7th  | 1976年9月5日   | MELODY                   |
| 8th  | 1977年8月5日   | WELCOME TO MY HOUSE      |
| 9th  | 1978年9月5日   | Upside-down              |
| 10th | 1979年7月20日  | Someday Somewhere        |
| 11th | 1981年3月5日   | THE LOVE MAP SHOP        |
| 12th | 1981年11月1日  | THE 10th ODYSSEY         |
| 13th | 1982年7月1日   | 2222年ピクニック         |
| 14th | 1983年5月1日   | Halo                     |
| 15th | 1984年1月21日  | I dream                  |
| 16th | 1985年1月19日  | New Tune                 |
| 17th | 1985年8月31日  | I Like Party             |
| 18th | 1986年5月22日  | Jack is a boy            |
| 19th | 1987年6月1日   | PRIMARY COLOR            |
| 20th | 1988年4月1日   | そんなとき女を好きになる |
| 21st | 1989年2月21日  | Well                     |
| 22nd | 2007年5月30日  | run                      |

#### ライブ・アルバム
| No.  | 発売日         | タイトル                                 |
| ---- | -------------- | ---------------------------------------- |
| 1st  | 1973年12月1日  | LIVE!! ACT TULIP                         |
| 2nd  | 1976年12月1日  | LIVE!! ACT TULIP Vol.2                   |
| 3rd  | 1978年12月1日  | LIVE!! ACT TULIP Vol.3 鈴蘭&田園ライブ!! |
| 4th  | 1980年10月21日 | LIVE ACT TULIP IN SUZURAN 2              |
| 5th  | 1982年12月21日 | TULIP LIVE The 1000th                    |
| 6th  | 1984年9月29日  | 8.11 PAGODA                              |
| 7th  | 1985年12月21日 | コンサートはチューリップ                 |
| 8th  | 1989年9月10日  | TULIP FINAL TOUR Well                    |
| 9th  | 1997年12月17日 | Live Act Tulip '97 Magical History Tour  |
| 10th | 2000年11月1日  | LIVE ACT TULIP 2001年心の旅              |

#### ベスト・アルバム
| No.  | 発売日         | タイトル                                                  |
| ---- | -------------- | --------------------------------------------------------- |
| 1st  | 1973年6月5日   | TULIP BEST 心の旅                                         |
| 2nd  | 1977年11月5日  | チューリップ・ガーデン                                    |
| 3rd  | 1982年8月14日  | TULIP LAND                                                |
| 4th  | 1985年12月21日 | Best Now 心の旅 虹とスニーカーの頃                        |
| 5th  | 1986年12月20日 | TULIP 青春の影 1972〜1986                                 |
| 6th  | 1987年5月1日   | ニュー・ベストナウ                                        |
| 7th  | 1988年10月1日  | チューリップ白書                                          |
| 8th  | 1989年8月2日   | BIG ARTIST BEST COLLECTION                                |
| 9th  | 1990年6月6日   | Singles 24 1972 - 1984                                    |
| 10th | 1991年3月27日  | メモリアル・コレクション-出発                             |
| 11th | 1991年9月21日  | The Best Of Tulip                                         |
| 12th | 1992年11月21日 | Tulip Best Selection 1987-1989                            |
| 13th | 1996年9月19日  | TWIN BEST                                                 |
| 14th | 1997年3月26日  | サボテンの花～オリジナル・セレクション                    |
| 15th | 1998年1月21日  | Departures チューリップ・スーパー・セレクション           |
| 16th | 1998年3月28日  | チューリップ シングルス                                   |
| 17th | 2000年5月24日  | 2000 BEST チューリップ                                    |
| 18th | 2000年9月6日   | TULIP Anthology 1〜Rare Tracks〜                          |
| 19th | 2002年9月4日   | SINCERELY YOURS 〜TULIP オリジナルベスト                  |
| 20th | 2003年9月29日  | IN VISION                                                 |
| 21st | 2005年6月29日  | CD & DVD The Best                                         |
| 22nd | 2006年9月21日  | Tulip おいしい曲すべて 1972-2006 Young Days〜             |
| 23rd | 2006年9月21日  | Tulip おいしい曲すべて 1972-2006 〜Mature Days            |
| 24th | 2007年5月30日  | request 〜TULIP FAN SELECTION BEST〜                      |
| 25th | 2012年6月6日   | TULIP 40〜すべてのシングル40曲 デビュー40周年を記念して〜 |

#### 企画
| No. | 発売日        | タイトル                                                  |
| --- | ------------- | --------------------------------------------------------- |
| 1st | 2007年1月31日 | これこそが「Tulip ポップ」だ! (Complete Single Box Tulip) |

#### カバー・アルバム
| No. | 発売日       | タイトル                                     |
| --- | ------------ | -------------------------------------------- |
| 1st | 1976年6月5日 | すべて君たちのせいさ All Because Of You Guys |

#### セルフカバー・アルバム
| No. | 発売日        | タイトル                  |
| --- | ------------- | ------------------------- |
| 1st | 1997年5月21日 | We believe in Magic Vol.1 |
| 2nd | 1997年7月24日 | We believe in Magic Vol.2 |

#### タイアップ
| 曲名                                    | タイアップ                                                                      | 時期   |
| --------------------------------------- | ------------------------------------------------------------------------------- | ------ |
| 魔法の黄色い靴                          | '93年 DyDo ブレンドコーヒー TV-CM曲                                             | 1993年 |
| 心の旅                                  | →詳細は「 心の旅 (チューリップの曲) § 楽曲の使用 」を参照                       |        |
| 青春の影                                | →詳細は「 青春の影 (チューリップの曲) § 本作を使用した作品 」を参照             |        |
| ぼくがつくった愛のうた〜いとしのEmily〜 | →詳細は「 ぼくがつくった愛のうた〜いとしのEmily〜 § 本作を使用した作品 」を参照 |        |
| 愛の迷路                                | JALPAK'84 キャンペーン イメージソング                                           | 1984年 |
| くちづけのネックレス                    | 「愛のサン・ジョルディ」キャンペーン・イメージソング                            | 1986年 |
| 愛の風                                  | YTV-NTV系朝の連続ドラマ「花いちばん」主題歌                                     | 1986年 |
| まるで愛のように                        | 「テルモ」イメージソング                                                        | 1986年 |
| Morning Squall                          | '87大阪ガスシャワーイメージソング                                               | 1987年 |
| We believe in Magic                     | TBS系ブロードキャスターエンディングテーマ                                       | 1997年 |
| シェア                                  | ハウス「完熟トマトのハヤシライスソース」イメージ・ソング                        | 1997年 |